# Vallejo (Soria)
El Vallejo es una localidad deshabitada de la provincia de Soria, partido judicial de Soria,  Comunidad Autónoma de Castilla y León, España. Pueblo de la comarca de  Tierras Altas que pertenece al municipio de San Pedro Manrique.
Para la administración eclesiástica de la Iglesia católica, forma parte de la Diócesis de Osma la cual, a su vez, pertenece a la Archidiócesis de Burgos.

## Historia
Para la administración eclesiástica, la localidad pertenecía a la diócesis de Calahorra, y al partido judicial de Ágreda para la administración de Justicia.
Desde agosto del año 2021 se están llevando a cabo unas labores de adecuación del lugar, para que pueda ser visitado en condiciones, por parte de la página de Facebook: Proyecto El Vallejo.